# 2036年2月11日月食
2036年2月11日月食为一次將在协调世界时2036年2月11日出現的月全食。該次月食半影食分為2.300、全影食分為1.305。偏食維持了101分，全食維持38分。

## 概述
這次月食的食分是9.67，偏食維持了101分，全食維持38分。

## 基本參數
- 類型：月全食
- 食甚資料：
  - 日期：2036年2月11日
  - 時間：22:11
  - 月球位置：赤經9.67度、赤緯13.6度
  - 食分：半影食分：2.300、全影食分：1.305
  - 持續時間：偏食101分、全食38分

## 外部連結
- NASA月食專頁（页面存档备份，存于）（英文）